# Stolzenmühle
Stolzenmühle (auch Stolzmühle, Stolzemühle) ist eine Einöde in der Gemarkung des Prichsenstädter Gemeindeteils Brünnau im unterfränkischen Landkreis Kitzingen. Die Mühle liegt allerdings in unmittelbarer Nähe zum Prichsenstädter Gemeindeteil Neuses am Sand.

## Geografische Lage
Die Stolzenmühle liegt im Norden des Prichsenstädter Gemeindegebietes am Mainzufluss Schwarzach. Weiter im Norden, verbunden durch die Kreisstraße KT 40, ist Brünnau zu finden. Östlich beginnt in einiger Entfernung das Gebiet von Oberschwarzach im Landkreis Schweinfurt. Im Süden schließt sich Neuses am Sand an die Mühle an. In Neuses am Sand treffen auch die Bundesstraßen 286 und 22 aufeinander, die Bundesstraße 286 läuft westlich an der Stolzenmühle vorbei. Weiter im Westen ist Järkendorf zu finden.

## Geschichte
Erstmals erwähnt wurde die Mühle bereits im Jahr 1577. Damals saß ein Müller Wielant auf der Mühle. Er wurde im Jahr 1581 neuerlich genannt. Ob es sich bei jenem Wielant um den Besitzer oder einen Pächter handelte ist allerdings unklar. Im Jahr 1585 hatte Michael Lindner als Müller die Stolzenmühle inne, vielleicht erwarb er sie noch im selben Jahr von einem gewissen Simon Vogel. Wegen der Lage der Anlage kam es zwischen Brünnau und Neuses immer wieder zu Streitigkeiten, die die Steuern der Mühle betrafen.
Im Jahr 1711 entstanden die Mühlengebäude, die bis in die 1970er Bestand haben sollten. Seit der Mitte des 18. Jahrhunderts war die Mühle dann im Besitz der Familie Glos, die sie heute in der achten Generation besitzt. Der erste Besitzer aus den Reihen der Familie war Valentin Glos der Ältere (1740–1772). Er starb durch ein Unglück bereits mit 32 Jahren und hinterließ die Witwe Anna Maria, geborene Gernert. Valentin Glos der Jüngere (1772–1839) heiratete im Jahr 1800 Margarete Lutz aus Geiselwind und führte die Mühle weiter.
Er vererbte die Anlage an seinen Sohn Joseph Glos (1802–1871), der mit dem 13. Juni 1837 den Betrieb zusammen mit seiner Ehefrau Anna Maria Firsching aus Weyer übernahm. Mit Michael Glos (1844–1903) beginnt eine Reihe von fünf Müllern mit dem Namen Michael. Er heiratete Elisabeth Röll aus Frankenwinheim. Aus der Ehe ging Michael Glos, genannt der „Leiber“ (1875–1938) hervor. Bevor er die Mühle übernahm, diente Michael beim königlich bayerischen Infanterie-Leib-Regiment. Er heiratete zweimal.
Michael Valentin Glos (1908–1955) übernahm dann nach 1938 den Betrieb. Er heiratete 1943 Ida Schmitt aus Buch bei Ebrach. Nach seinem frühen Tod bewirtschaftete Ida Glos weiter die Mühle. Sie übergab die Anlage im Jahr 1965 an ihren Sohn Michael Robert Glos (* 1944), der später zum Bundesminister für Wirtschaft und Technologie aufsteigen sollte. Nach seiner Wahl in den Bundestag übernahm sein Sohn Michael Glos (* 1970) die Stolzenmühle.
Die Mühle wurde von der Familie Glos stetig erneuert. In den 1960er Jahren errichtete man vier große Silos, die alten Mühlengebäude müssen diesen Anlagen weichen. Bis in die 1980er erweiterte man den Betrieb stetig. Parallel bestand in den Fluren um die Mühle bis in die 1970er Jahre Viehhaltung. Im Jahr 1994 wurde der Mühlenbetrieb eingestellt, Michael Glos betreibt heute ausschließlich Landwirtschaft mit Gutshöfen in Neuses und Düllstadt.